# Arkady Fiedler
Arkady Adam Fiedler (ur. 28 listopada 1894 w Poznaniu, zm. 7 marca 1985 w Puszczykowie) – polski działacz niepodległościowy, prozaik, reportażysta, przyrodnik i podróżnik, porucznik Wojska Polskiego.

## Życiorys
Był synem Antoniego Fiedlera, poznańskiego poligrafa i wydawcy, i Franciszki z Krajewiczów. On to właśnie rozbudził w Arkadym namiętne zainteresowanie przyrodą. „Uczył mnie kochać rzeczy takie, obok których inni ludzie przechodzili obojętnie” – wspominał później pisarz o swym ojcu. Ukończył Gimnazjum im. Gotthilfa Bergera w Poznaniu, a następnie studiował filozofię i nauki przyrodnicze na Uniwersytecie Jagiellońskim oraz na uniwersytecie w Poznaniu. Studia te zostały przerwane wraz z wybuchem I wojny światowej i wcieleniem do  armii niemieckiej.
W latach 1918–1919 brał udział w powstaniu wielkopolskim (został wybrany do Komitetu Jedenastu Polskiej Organizacji Wojskowej Zaboru Pruskiego i był kierownikiem Działu Organizacyjnego w Dowództwie Żandarmerii Krajowej). 8 stycznia 1921 został zatwierdzony w stopniu porucznika żandarmerii ze starszeństwem od 1 kwietnia 1920.
W opublikowanej 24 września 1921 „Pierwszej liście oficerów rezerwowych WP” figurował jako porucznik rezerwy żandarmerii. W 1934 był porucznikiem rezerwy Kadry 7 dywizjonu taborów w Poznaniu ze starszeństwem z dniem 1 czerwca 1919 i 28. lokatą na liście starszeństwa oficerów taborowych oraz pozostawał w ewidencji Powiatowej Komendy Uzupełnień Poznań-Miasto.
Debiutował w 1917 cyklem wierszy „Czerwone światło ogniska” na łamach poznańskiego dwutygodnika „Zdrój”. W latach 1922–1923 studiował w Akademii Sztuk Graficznych w Lipsku i ukończył ją zdobywając tytuł mistrza chemigrafii. W 1926 wydał pierwszą książkę Przez wiry i porohy Dniestru. W 1928 wyjechał w pierwszą większą podróż do południowej Brazylii. Przywiózł z niej bogate zbiory zoologiczne i botaniczne, które bezinteresownie przekazał Muzeum Przyrodniczemu oraz innym naukowym placówkom w Poznaniu, i nie mniej bogate wrażenia, które opisał w książkach Bichos, moi brazylijscy przyjaciele i Wśród Indian Koroadów.
Żoną Arkadego Fiedlera była w tym czasie Janina z d. Ritter, którą poślubił w lipcu 1920 r.; mieli urodzoną w kwietniu 1924 r. córkę Barbarę. Po powrocie Fiedlera z podróży do Brazylii małżeństwo przeszło kryzys, m.in. na tle gospodarowania przez Janinę finansami podczas nieobecności męża, co doprowadziło pisarza do załamania nerwowego. W 1930 r. żona odeszła od niego, zabierając ze sobą córkę Basię, która zmarła w wieku 9 lat w 1933 r. W 1934 r. Fiedlerowie przeprowadzili rozwód.
W 1933 pisarz urzeczywistnił swe najgorętsze marzenie: wyruszył do Amazonii. Wyprawa zaowocowała książką Ryby śpiewają w Ukajali, która zdobyła wielkie uznanie czytelników. W 1936 wydał kolejny bestseller, Kanadę pachnącą żywicą.
W 1937 oceniał plan kolonializacji Madagaskaru, podróż opisał w książce Radosny ptak drongo, później przerobionej na Gorąca wieś Ambinanitelo, wznowionej jako Madagaskar. Gorąca wieś Ambinanitelo.
II wojna światowa zastała Fiedlera na Tahiti. Porzucił tę wyspę, aby podjąć służbę żołnierską. W lutym 1940 przez Francję dotarł do Wielkiej Brytanii, gdzie poznał polskich lotników uczestniczących w bitwie o Anglię. Napisał o nich głośną książkę Dywizjon 303 – jej przedruki krążyły w okupowanej Polsce, podnosząc morale społeczeństwa. W latach 1942–1943 pływał na polskich statkach handlowych – wysiłek wojenny naszych marynarzy opisał w książce Dziękuję ci, kapitanie. W trakcie wojny i tuż po niej w Londynie przyszli na świat jego dwaj synowie – Marek i Arkady Radosław.
W 1946 powrócił razem z żoną Włoszką Marią Maccariello do Polski i zamieszkał w Puszczykowie pod Poznaniem. Nie mogąc podróżować (czasy stalinowskie), napisał powieści dla młodzieży: Mały Bizon, Wyspa Robinsona, Orinoko.
Od 1956 powrócił na podróżnicze szlaki – odwiedził Indochiny, Brazylię, Gujanę, Madagaskar, Kanadę, kilkukrotnie Afrykę Zachodnią.
W swoim życiu odbył 30 wypraw i podróży. Napisał 32 książki, które ukazały się w 23 językach w przeszło 10-milionowym nakładzie. Jego książki urzekają plastyką opisu, barwnie zbliżają czytelnikowi ludzi o różnych kolorach skóry, uczą szacunku dla innych kultur i obyczajów, opiewają piękno przyrody. Jest autorem dwóch książek autobiograficznych: „Mój ojciec i dęby” oraz „Wiek męski – zwycięski”.
W 1974 pisarz zachęcony namowami czytelników stworzył wraz z rodziną prywatne muzeum podróżniczych trofeów w swym domu w Puszczykowie.
W 1983 był członkiem Rady Krajowej PRON.
Zmarł 7 marca 1985 w Puszczykowie, gdzie został pochowany na miejscowym cmentarzu. Autorem rzeźby przedstawiającej głowę pisarza i umieszczonej na jego grobie jest Adam Haupt.

### Podróże
- 1927 – północna Norwegia
- 1928 – południowa Brazylia
- 1933 – Amazonia i Peru
- 1935 – Kanada
- 1937 – Madagaskar
- 1939 – Tahiti
- 1940 – Francja, Wielka Brytania
- 1942–1943 – USA, Trynidad, Gujana, Brazylia
- 1945 – Kanada
- 1948 – Meksyk
- 1952–1953 – ZSRR (Gruzja)
- 1956–1957 – Indochiny (północny Wietnam, Laos, Kambodża)
- 1959–1960 – Afryka Zachodnia (Gwinea, Ghana)
- 1961 – północno-zachodnia Kanada
- 1963–1964 – Brazylia, Gujana
- 1965–1966 – Madagaskar
- 1967 – Brazylia
- 1968 – ZSRR (wschodnia Syberia)
- 1969 – Nigeria
- 1970 – Peru
- 1971 – Afryka Zachodnia
- 1972 – Kanada (Kolumbia Brytyjska, Alberta, Quebec)
- 1973 – Ameryka Południowa
- 1975 – Kanada (Ontario, Quebec)
- 1976–1977 – Afryka Zachodnia
- 1978–1979 – Peru
- 1980 – Kanada
- 1981 – Afryka Zachodnia

## Ordery i odznaczenia
- Order Budowniczych Polski Ludowej (1979),
- Order Sztandaru Pracy I klasy (1974),
- Order Sztandaru Pracy II klasy (1959),
- Krzyż Komandorski Orderu Odrodzenia Polski (1964),
- Krzyż Niepodległości – 27 czerwca 1938 „za pracę w dziele odzyskania niepodległości”[13][3][14]
- Krzyż Oficerski Orderu Odrodzenia Polski (19 lipca 1955)[15],
- Srebrny Wawrzyn Akademicki (7 listopada 1936)[16],
- Order Uśmiechu (1969)[5]

## Nagrody i wyróżnienia
Był laureatem wielu nagród, m.in. nagrody literackiej miasta Poznania (1936), Nagrody Ministra Kultury i Sztuki II stopnia za literaturę podróżniczą (1963), nagrody prezesa Rady Ministrów za twórczość dla dzieci i młodzieży (1974) oraz nagrody państwowej I stopnia za całokształt twórczości (1978).

## Potomkowie Fiedlera
Dwaj synowie Arkady Radosław Fiedler (starszy), były poseł oraz Marek Fiedler (młodszy) są także pisarzami i podróżnikami. Pasje do podróżnictwa i twórczości literackiej odziedziczyli także wnukowie Arkady Paweł Fiedler (syn Arkadego Radosława) i Radosław Fiedler (syn Marka). Arkady Radosław ma również wnuka Arkadego Antoniego. Wszyscy mieszkają obok siebie w Puszczykowie, prowadząc Muzeum – Pracownię Literacką Arkadego Fiedlera wraz Ogrodem Kultur i Tolerancji.

## Upamiętnienie
Jest patronem kilkudziesięciu szkół, m.in.: Szkoły Podstawowej w Czapurach, Szkoły Podstawowej nr 2 w Dębnie, Szkoły Podstawowej w Starej Przysiece Drugiej, Szkoły Podstawowej w Zbąszyniu, Szkoły Podstawowej nr 18 w Zielonej Górze, Zespołu Szkół Nr 12 w Szczecinie, Szkoły Podstawowej w Rychwale, Szkoły Podstawowej nr 114 w Krakowie, Szkoły Podstawowej w Przeźmierowie, Szkoły Podstawowej w Chomęcicach, Szkoły Podstawowej nr 13 w Gorzowie Wielkopolskim, Szkoły Podstawowej nr 5 w Gnieźnie oraz Szkoły Podstawowej w Golinie Wielkiej. Podróżnik jest również patronem ulic w Polsce i na świecie.
Od 6 lipca 2009 jest również patronem Wielkopolskiego Oddziału Żandarmerii Wojskowej w Poznaniu. Od 1996 w Muzeum-Pracowni Literackiej Arkadego Fiedlera wręczana jest coroczna nagroda „Bursztynowego Motyla” im. A. Fiedlera dla polskiego autora książki podróżniczej. W 2020 Piotr Bojarski wydał jego biografię zatytułowaną Fiedler. Głód świata (Wydawnictwo Poznańskie).
W Puszczykowie wyznakowano szlak pieszy zielony im. Arkadego Fiedlera.
W 2020 r. nakładem Wydawnictwa Poznańskiego ukazała się biografia Arkadego Fiedlera Fiedler. Głód świata autorstwa Piotra Bojarskiego.

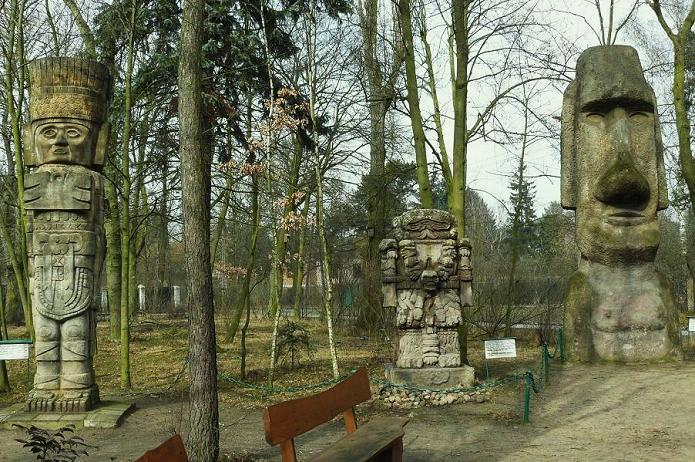
Muzeum-Pracownia Literacka Arkadego Fiedlera w Puszczykowie – fragment Ogrodu Kultur i Tolerancji

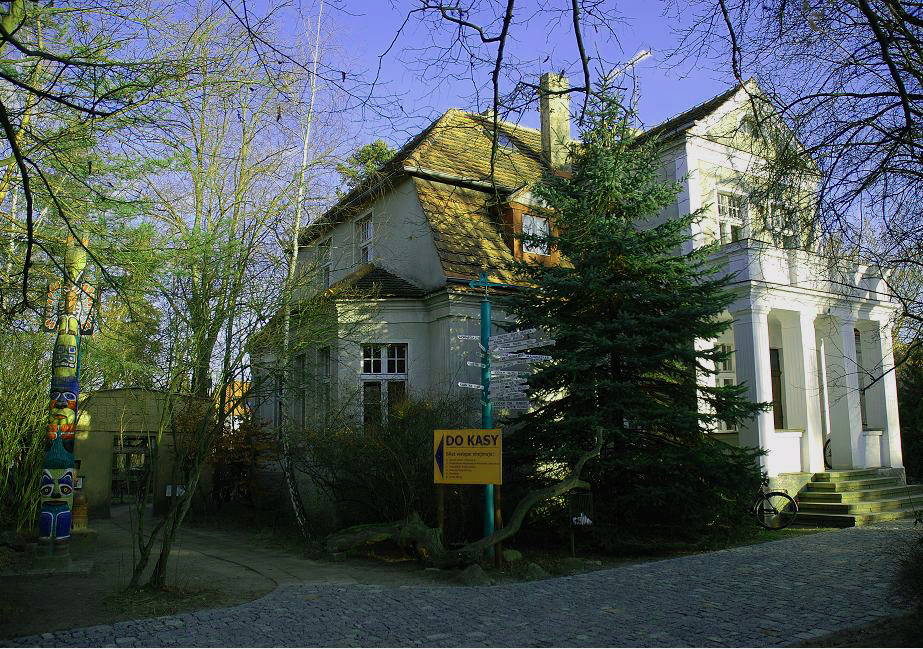
Muzeum-Pracownia Literacka Arkadego Fiedlera w Puszczykowie – fragment Ogrodu Kultur i Tolerancji

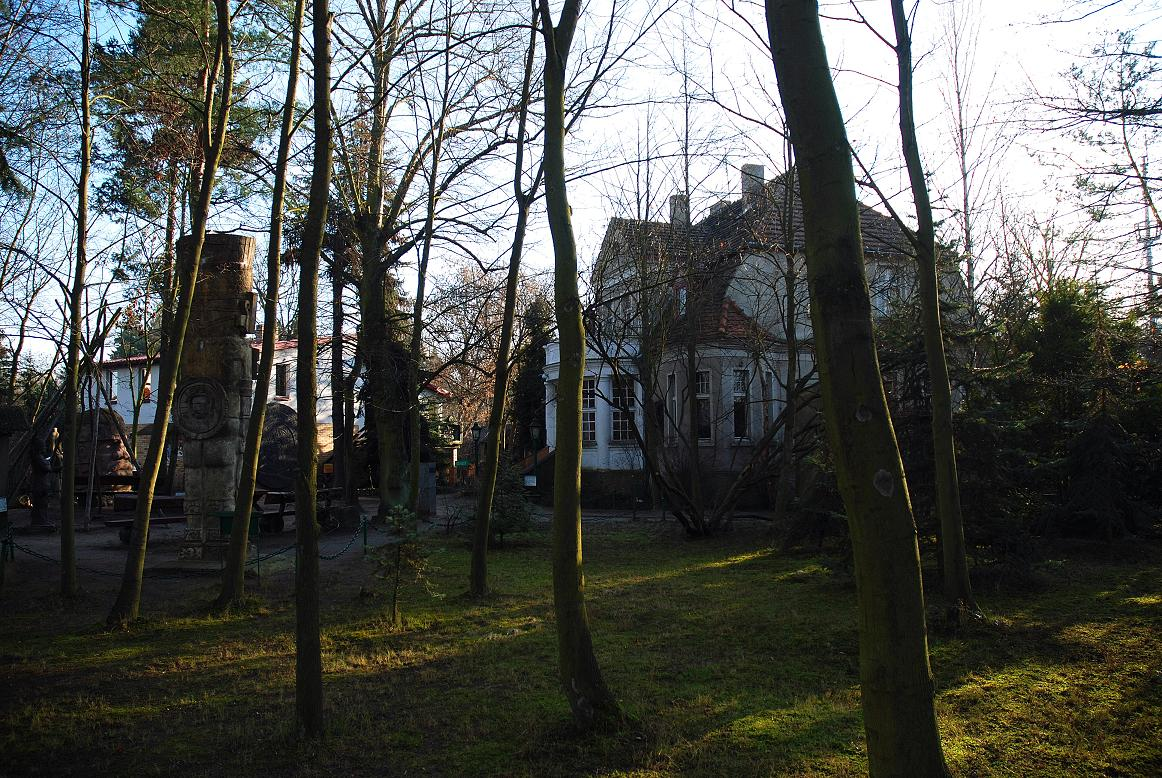
Muzeum-Pracownia Literacka Arkadego Fiedlera w Puszczykowie – fragment Ogrodu Kultur i Tolerancji

## Publikacje

### Reportaże i eseje podróżnicze
- 1926 Przez wiry i porohy Dniestru
- 1931 Bichos, moi brazylijscy przyjaciele
- 1932 Wśród Indian Koroadów
- 1935 Kanada pachnąca żywicą
- 1935 Ryby śpiewają w Ukajali
- 1936 Zwierzęta z lasu dziewiczego
- 1937 Zdobywamy Amazonkę
- 1939 Jutro na Madagaskar!
- 1942 Dywizjon 303
- 1944 Dziękuję ci, kapitanie(inne języki)
- 1944 Żarliwa wyspa Beniowskiego
- 1946 Radosny ptak Drongo
- 1950 Rio de Oro
- 1953 Gorąca wieś Ambinanitelo
- 1957 Wyspa kochających lemurów
- 1960 Dzikie banany
- 1962 Nowa przygoda: Gwinea
- 1965 I znowu kusząca Kanada
- 1968 Spotkałem szczęśliwych Indian
- 1969 Madagaskar, okrutny czarodziej
- 1971 Piękna, straszna Amazonia
- 1973 Mój ojciec i dęby – autobiografia zawierająca wspomnienia z okresu dzieciństwa
- 1976 Wiek męski – zwycięski
- 1983 Motyle mego życia[36]
- 1985 Zwierzęta mego życia[37]
- 1989 Kobiety mej młodości[38]

### Powieści
- 1952 Mały Bizon
- 1954 Wyspa Robinsona
- 1957 Orinoko
- 1980 Biały Jaguar[39]

### Wspólnie z Markiem Fiedlerem
- 1982 Indiański Napoleon Gór Skalistych[40]
- 1984 Ród Indian Algonkinów[40]